# Rytel pospolity
Rytel pospolity (Hylecoetus dermestoides) – owad z rzędu chrząszczy, rodziny drwionkowatych o długości ciała 6-18 mm. Szkodnik techniczny drewna.
Występuje dymorfizm płciowy: samiec ma większe, baldaszkowate czułki, które pełnią rolę narządu powonienia. Samica składa jaja w zagłębieniach kory.
Larwy tego owada atakują drzewa iglaste i liściaste drążąc chodniki o długości do 15 cm i średnicy 3 mm. Chodniki są puste i głębokie. Larwy żywią się nie drewnem a grzybnią Endomyces hylecoeti, dlatego zazwyczaj można je spotkać na drzewach osłabionych i ściętych.